# Montagnites elliotti
Montagnites elliotti är en svampart som beskrevs av Massee 1893. Montagnites elliotti ingår i släktet Montagnites och familjen Agaricaceae.   Inga underarter finns listade i Catalogue of Life.